# فاليري بليم
فاليري بليم (بالإنجليزية: Valerie Plame)‏ (و. 1963 – م) هي كاتبة من الولايات المتحدة الأمريكية . ولدت في أنكوريج .

## التعليم
تعلمت في كلية لندن للاقتصاد، وجامعة ولاية بنسلفانيا.

## مناصب وهيئات
عملت في وكالة المخابرات المركزية.